# Велігоцька Ніна Іванівна
Ніна Іванівна Веліго́цька (31 липня 1935, Конотоп — 19 серпня 2015, Київ) — українська мистецтвознавиця і живописець, кандидат мистецтвознавства з 1977 року; член Спілки радянських художників України з 1970 року. Заслужений діяч мистецтв УРСР з 1990 року.

## Життєпис
Народилась 31 липня 1935 року в місті Конотопі (нині Сумська область, Україна) в сім'ї службовців. 1953 року закінчила Конотопську середню школу; 1958 року — Московський університет імені Михайла Ломоносова, де навчалася у Михайла Ільїна, Віктора Василенка.
Протягом 1958—1992 роках працювала старшою науковою співробітницею у Київському науково-дослідному інституті історії та теорії архітектури. З 1996 року була членом правління Київської організації Спілки художників України. Мешкала у Києві в будинку на проспекті Павла Тичини, № 11, квартира № 68 та у будинку на вулиці Смілянській, № 13, квартира № 93. Померла у Києві 19 серпня 2015 року.

## Наукова діяльність
Досліджувала образотворче мистецтво України. Авторка 15 книг на цю тему (зокрема «Шляхами Малевича. Зупинка — Конотоп»), а також понад 250 статей в українських і закордонних виданнях. Брала участь у підготовці шеститомної «Історії українського мистецтва» (Київ, 1967, том 5).
Уклала
- альбом «Веселкові барви: Українське декоративне мистецтво» (1971);
- альбоми «Марія Приймаченко» (1989, 1994);
- альбом «Погляд» (1990);
- каталог «Єдність: 100 українських митців світу — сторіччю українських поселень у Канаді» (1991).

Авторка мистецтвознавчих досліджень
- «Майстри та промисли» / «Декоративное искусство», 1966, № 12;
- «Окраса інтер'єра» / «Мистецтво», 1966, № 4;
- «Скарби народні» / «Мистецтво», 1968, № 1;
- «Творча „стиковка“ народного та професійного живопису» / «Искусство», 1969, № 2;
- «Співдружність: Творчі взаємозв'язки народного і професійного мистецтва Радянської України», 1973;
- «Сучасне українське народне мистецтво», 1976;
- «Декоративно-прикладне мистецтво Української РСР», 1986 (у співавторстві);
- «Монументальне і декоративне мистецтво в архітектурі України», 1989 (у співавторстві).

Авторка статей у Енциклопедії сучасної України та Великій українській енциклопедії.

## Творчість
З 1990-х років займалася живописом. Майстерня художниці розташовувалась на Андріївському узвозі. Художній стиль — неопримітивізм; система образно-пластичного мислення й формотворення — у руслі української національної живописної культури. Серед робіт:
- «Краса — захист. Ангел України» (1991);
- «Дорога» (1992);
- «Конотопська відьма» (1992);
- «Жива ікона» (1993);
- «Квітки пам'яті» (1995);
- «Кандибинка» (1995);
- серія «Букет моїх спогадів» (1992—1995).

Персональні виставки відбулися у Сумах та Конотопі у 1996 році, у Києві у 2002 році.